# Suprema Corte da Nigéria
A Suprema Corte (português brasileiro) ou Supremo Tribunal (português europeu) da Nigéria é a mais alta corte na Nigéria, e está localizada no  Centro Distrital, Abuja, que é conhecido como Three Arms Zone, assim chamado devido à proximidade das instalações do Complexo Presidencial, a Assembleia Nacional, e a Suprema Corte.

## Visão geral
Em 1963, a República Federal da Nigéria foi proclamada Nnamdi Azikiwe tornou-se seu primeiro presidente. Recursos do Supremo Tribunal Federal para o Comitê Judicial do Conselho Privado foram abolidos naquele momento, e o Supremo Tribunal Federal tornou-se a mais alta corte da Nigéria. Em 1976, o Tribunal de Recurso (originalmente conhecido como o Tribunal Federal de Apelação) foi estabelecido como um tribunal nacional para receber recursos dos tribunais superiores de cada 36 estados da Nigéria, quais são os tribunais de jurisdição geral. TA Suprema Corte, em sua forma atual, foi moldada pela Lei da Suprema Corte de 1990 e pelo Capítulo VII da Constituição de A Suprema Corte, em sua forma atual, foi moldada pela Lei da Suprema Corte de 1990 e pelo Capítulo VII da Constituição de 1999 da Nigéria.
De acordo com a constituição de 1999, o Supremo Tribunal possui o original e o jurisdições e tem a única autoridade e jurisdição para receber recursos do Tribunal de Apelação, tendo jurisdição de apelação sobre todos os tribunais federais e os mais altos tribunais estaduais. Decisões proferidas nos tribunais da Nigéria, exceto o próprio Supremo Tribunal.

## Estrutura e Organização
A Suprema Corte é composta de Chefe de Justiça da Nigéria e não mais de vinte e um conselheiros, nomeados pelo Presidente na recomendação do Conselho Judicial Nacional e sujeita a confirmação pelo Senado. Juízes do Supremo Tribunal devem ser qualificados para exercer a advocacia na Nigéria, e deve ser qualificado durante um período não inferior a quinze anos.
|                  |                        |               |
| Cargo            | Nome                   | Mandato       |
|                  |                        |               |
| Chefe de Justiça | Ibrahim Tanko Muhammad | 2006–presente |
| Juiz Associado   | Mary Odili             | 2011–presente |
| Juiz Associado   | Olukayode Ariwoola     | 2011–presente |
| Juiz Associado   | Musa Dattijo Muhammad  | 2012–presente |
| Juiz Associado   | Kudirat Kekere-Ekun    | 2013–presente |
| Juiz Associado   | John Inyang Okoro      | 2013–presente |
| Juiz Associado   | Chima Centus Nweze     | 2014–presente |
| Juiz Associado   | Amina Adamu Augie      | 2016–presente |
| Juiz Associado   | Ejembi Eko             | 2016–presente |
| Juiz Associado   | Uwani Musa Abba Aji    | 2018-presente |
| Juiz Associado   | M. Lawal Garba         | 2020–presente |
| Juiz Associado   | Helen M. Ogunwumiju    | 2020–presente |
| Juiz Associado   | Abdu Aboki             | 2020–presente |
| Juiz Associado   | I. N. M. Saulawa       | 2020–presente |
| Juiz Associado   | Adamu Jauro            | 2020–presente |
| Juiz Associado   | Tijjani Abubakar       | 2020–presente |
| Juiz Associado   | Emmanuel A. Agim       | 2020–presente |